# Atlantis Is Calling (S.O.S. for Love)
"Atlantis Is Calling (S.O.S. for Love)" é um single de Modern Talking, o segundo do terceiro álbum Ready For Romance. Alcançou pela quinta vez consecutiva a primeira posição no gráfico alemão, após You're My Heart, You're My Soul, You Can Win If You Want, Cheri, Cheri Lady e Brother Louie. Isto equivale ao registro de cinco sucessos consecutivos número 1 na Alemanha. "Atlantis Is Calling (S.O.S. for Love)" foi lançado na Alemanha e em outros países europeus em 28 de Abril de 1986, ganhando a primeira posição na Alemanha em 16 de Junho de 1986, após duas semanas na segunda posição. O single passou quatro semanas no topo e 14 semanas entre entre os cem. Enquanto estava entre os Top-5 na Suíça, Áustria e Suécia, entrou para os Top-10 na Holanda e Noruega.

## Tabela de Vendas
| País (1984)   | Posição mais alta |
| ------------- | ----------------- |
| Alemanha      | 1                 |
| África do Sul | 12                |
| Áustria       | 2                 |
| Belgica       | 1                 |
| Dinamarca     | 7                 |
| Espanha       | 2                 |
| Finlândia     | 11                |
| França        | 21                |
| Grécia        | 2                 |
| Israel        | 1                 |
| Itália        | 4                 |
| Japão         | 44                |
| Noruega       | 8                 |
| Países Baixos | 6                 |
| Polonia       | 1                 |
| Portugal      | 26                |
| Suécia        | 3                 |
| Suiça         | 3                 |
| Turquia       | 1                 |
| Hong Kong     | 3                 |
| Reino Unido   | 55                |